# Christian Leibing
Christian Leibing (* 23. November 1905 in Radelstetten; † 21. Juli 1997 in Ulm) war ein deutscher Landwirt und Politiker der CDU.

## Leben und Beruf
Leibing arbeitete als Landwirt und war von 1933 bis 1946 Leiter der Molkereigenossenschaft in Radelstetten. 1944 wirkte er hier als kommissarischer Ortsbauernführer. Ein Sohn Leibings war der politische Beamte Eberhard Leibing.

## Abgeordneter
Leibing war Ratsmitglied der Gemeinde Radelstetten und seit 1948 Kreistagsmitglied des Kreises Ulm. Dem Deutschen Bundestag gehörte er vom 8. August 1955, als er für den verstorbenen Abgeordneten Fritz Schuler nachrückte, bis 1957 an. Er war über die Landesliste Baden-Württemberg ins Parlament eingezogen. Von 1964 bis 1972 war er Mitglied des baden-württembergischen Landtages.

## Öffentliche Ämter
Leibing amtierte seit 1946 als Bürgermeister der Gemeinde Radelstetten.

## Ehrungen
- 1969: Verdienstkreuz 1. Klasse der Bundesrepublik Deutschland